# Viktor Rossi
Viktor Rossi (Berna, 31 de octubre de 1968) es un político y funcionario suizo. Miembro del Partido Verde Liberal, se convirtió en vicecanciller de Suiza el 1 de mayo de 2019. El 13 de diciembre de 2023, fue elegido Canciller Federal de Suiza, sucediendo a Walter Thurnherr, y asumió el cargo el 1 de enero de 2024.

## Biografía
Rossi asistió a la escuela primaria y secundaria en el cantón de Berna, fue aprendiz de cocinero entre 1984 y 1987, obtuvo un diploma de madurez en economía en la escuela privada Humboldtianum en Berna, antes de obtener un título de profesor en Derecho y Economía en la Universidad de Berna en 1996. En 2015, completó un diploma de Estudios Avanzados en Derecho en la Universidad de Berna. Después de graduarse, comenzó a enseñar comercio en la escuela de comercio (BFB) de Biena, antes de dirigir la escuela en 1999. Paralelamente, fue primero vicepresidente de la conferencia de rectores de escuelas comerciales en el Cantón de Berna entre 2004 y 2009, y luego presidente en 2009.
Rossi se unió a la Cancillería Federal de Suiza en octubre de 2010, al frente del departamento de Gestión de Registros y Logística. En 2015 fue el supervisor delegado del canciller federal Walter Thurnherr para el proyecto de TI GENOVA. En diciembre de 2018, el Consejo Federal eligió a Viktor Rossi como vicecanciller de Suiza. Asumió el cargo el 1 de mayo de 2019 y ha estado liderando los asuntos del Consejo Federal. Decidió postularse para suceder a Walter Thurnherr a finales de 2023 para ocupar el puesto de Canciller de la Confederación, siendo elegido.
Viktor Rossi es un hablante nativo de alemán e italiano. Está casado y es padre de dos hijos.